# Drumcode
Drumcode ist ein 1996 gemeinsam von Adam Beyer und Cari Lekebusch gegründetes Plattenlabel in Schweden.
Künstler wie Thomas Krome, Oliver Ho oder Marco Carola verhalfen dem 1996 gegründeten Label Mitte der 1990er Jahre zu breiter Bekanntheit. Der Stil der einzelnen Veröffentlichungen ist ausschließlich Techno-orientierte elektronische Tanzmusik, deren Bandbreite von metallisch klirrendem Industrialsound bis hin zu verspielt-minimalistisch geprägten Klängen reicht. Alle Releases bleiben dabei jedoch stets treibend und immer tanzbar.
Das Label hat häufig seine eigene Stage auf Festivals, wie etwa beim Awakenings oder 2018 auf dem Tomorrowland.
Am 18. August 2018 findet das erste eigene Festival unter dem Namen Drumcode Festival in Zusammenarbeit mit den Produzenten des Awakenings auf dem ehemaligen Werftgelände der Nederlandsche Dok en Scheepsbouw Maatschappij (NDSM-Werft) in Amsterdam statt.

## Künstler
- Adam Beyer (Gründer)
- Alan Fitzpatrick
- Alias
- Ambivalent
- Amelie Lens
- ANNA
- Arjun Vogale
- Bart Skils
- Ben Sims
- Cari Lekebusch
- Charlotte de Witte
- Christian Smith
- Coyu
- Dantiez & Andre Salmon
- Dense & Pika
- Dustin Zahn
- E-Dancer
- Enrico Sangiuliano
- Funk D’Void
- Gary Beck
- Green Velvet
- Harvey McKay
- Hi-Lo
- Hyperloop
- Ida Engberg
- Ilario Alicante
- Jel Ford
- Jerome Sydenham
- Jesper Dahlback
- Joel Mull
- Joseph Capriati
- Juan Sanchez
- Julian Jeweil
- Justin Cholewski
- Kaiserdisco
- Layton Giordani
- Len Faki
- Lilly Palmer
- Luca Agnelli
- Luigi Madonna
- Maceo Plex
- Man With No Shadow
- Manic Brothers
- Marco Faraone
- Mark Reeve
- Mars Bill
- Nicole Moudaber
- Paul Ritch
- Pig&Dan
- Ramiro Lopez
- Renato Cohen
- Robert Hood
- Roberto Capuano
- rRoxymore
- Sam Paganini
- Sasha Carassi
- Slam
- Special Request
- Spektre
- Thomas Schumacher
- Tiger Stripes
- Tygapaw
- Victor Calderone
- Victor Ruiz
- Vinicius Honorio
- wAFF